# Ласло Телекі
Ласло Телекі (угор. Teleki László; 11 лютого 1811, Будапешт — 7 травня 1861, Будапешт) — угорський політичний діяч, письменник.

## Біографія

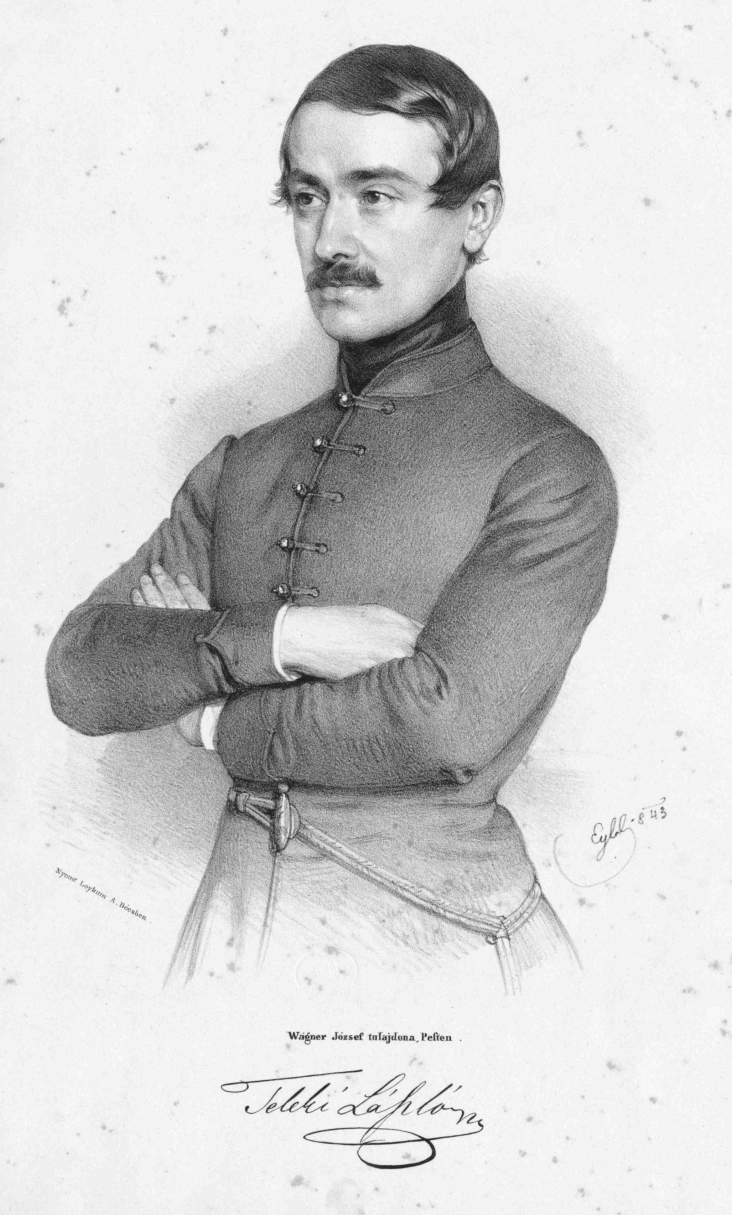
Ласло Телекі в молодості

Представник відомого трансильванського аристократичного роду Телекі. Народився в палаці Телекі-Дегенфельд. Після смерті батька з 1821
виховувався в родині родича Йожефа Телекі (1790-1855). У 1830-х багато подорожував по Європі. Після повернення в Угорщину зайнявся політикою, спочатку в Трансильванії, де Йожеф Телекі став губернатором, потім в Національних зборах.
Був однією з керівних фігур дворянської опозиції Державних зборів в 1843-1844. У 1848 — депутатом Державних зборів — прихильником незалежності — від комітату Пешта.
Ласло Телекі був одним з небагатьох угорських політиків, які висунули думку про федеративну перебудову Угорщини. Серед відповідальних політичних діячів країни він був, мабуть, єдиним, який задля остаточної перемоги революції 1848, готовий був надати народам Угорщини право на самовизначення і територіальну автономію.
Критикував нерішучу політику уряду Лайоша Бат'яні. Був проти того, щоб Державні збори проголосували за військову допомогу Габсбургам проти італійської революції.
З вересня 1848 він був направлений послом революційного уряду в Париж. У 1849 Телекі підтримував широкі зв'язки з представниками антиавстрійських кіл Італії, країн Східної Європи і Балкан.
Незважаючи на незгоду, підтримував політику Лайоша Кошута і викликав у нього думку про необхідність визнання ідеї федерації, радячи дати хорватам, сербам і волохам «все, що тільки можливо …».
Після поразки угорської революції, Телекі в 1851 був засуджений до страти заочно, тому не повернувся на батьківщину. У 1850-х жив у Швейцарії. Перебуваючи в еміграції був прихильником союзу між різними народами і національностями Угорщини. Під час візиту в Дрезден 16 грудня 1860 його було заарештовано саксонською поліцією і через 4 дні передано австрійцям і поміщено у в'язницю. Після переговорів з владою при посередництві імператора Франца-Йосифа I, він був помилуваний і йому дозволили повернутися в Угорщину за умови відмови від активної політики.
Після повернення, народ вітав його як героя, і він відразу ж відновив свою політичну діяльність, був обраний депутатом і став керівником так званої «партії Резолюції» в Державних зборах.
Не дочекавшись результату боротьби між «партією Резолюції» і «партією Петиції» у вирішальних питаннях, покінчив життя самогубством. Похований в родинній усипальниці в палаці Телекі-Дегенфельд.
Композитор Ференц Ліст присвятив йому свою Угорську рапсодію No. 2.
Найвідоміший літературний твір Телекі — драма «Фаворит».